# United Artists Records
United Artists Records từng là một hãng thu âm của Hoa Kỳ, do Max E. Youngstein của tổ hợp United Artists thành lập vào năm 1957 để phát hành nhạc phim. Nhãn đĩa này về sau mở rộng ra nhiều thể loại nhạc khác như easy listening, jazz, pop và R&B.

## Danh sách nghệ sĩ cộng tác
- 999 (ban nhạc)
- A Band Called O
- Morris Albert
- American Flyer
- American Spring
- Amon Düül II
- The Animals (Jet)
- The Angels (American group) (Ascot)
- Paul Anka
- B. J. Arnau
- Shirley Bassey
- The Beatles (Mỹ và Canada)
- Black Widow (ban nhạc) (Mỹ)
- Brass Construction
- Brinsley Schwarz
- Buzzcocks
- Can (ban nhạc)
- Al Caiola (Ultra Audio & United Artists)
- Canned Heat
- Anita Carter
- The Clovers
- Odia Coates
- Bill Conti
- Pat Cooper
- Cornelius Brothers & Sister Rose
- Don Costa
- The Country Gazette
- Curfew (ban nhạc)
- The Fifth Estate (ban nhạc) (Veep & United Artists)
- Chris Darrow
- The Spencer Davis Group (Mỹ)
- Dr. Feelgood (ban nhạc) (UK)
- Patty Duke
- The Easybeats
- The Electric Indian
- Electric Light Orchestra (United Artists & Jet)
- Enchantment (ban nhạc) (Roadshow Records & United Artists)
- The Exciters
- The Falcons
- Family (ban nhạc) (Mỹ & Canada)
- Ferrante & Teicher (Ultra Audio & United Artists)
- Fischer-Z
- Sergio Franchi
- Connie Francis
- Crystal Gayle
- Bobby Goldsboro
- The Groundhogs
- Bill Haley & His Comets
- The Hassles
- Hawkwind
- Roy Head (Ascot)
- Help Yourself (ban nhạc)
- LeRoy Holmes
- The Highwaymen (folk band)
- Dee D. Jackson
- Jan and Dean
- Jay and the Americans
- Marv Johnson
- George Jones
- Artie Kaplan
- Deke Leonard
- Gordon Lightfoot
- Little Anthony and the Imperials (DCP, Veep & UA)
- Don McLean
- Sylvia McNeill
- Man (ban nhạc)
- Manfred Mann (Ascot & United Artists)
- "Country" Johnny Mathis
- Nathaniel Mayer
- Bobbi Martin
- George Martin
- Garnet Mimms
- Melba Montgomery
- Ennio Morricone
- Mouth & MacNeal
- The Move
- Neu! (UK)
- Maxine Nightingale
- Nitty Gritty Dirt Band (Liberty & United Artists)
- Passengers (Italian band)
- Joyce Paul
- Gene Pitney (Musicor)
- The Platters (Musicor)
- Popol Vuh (ban nhạc) (phần còn lại của thế giới)
- Mark Radice
- Gerry Rafferty
- Chris Rea
- Sharon Redd
- Del Reeves
- Waldo de los Ríos
- Johnny Rivers
- Tito Rodríguez (United Artists Latino)
- Kenny Rogers
- Jimmy Roselli
- Merrilee Rush
- Jean Shepard
- Dusty Springfield (Mỹ)
- The Stranglers (trừ Mỹ)
- Donna Summer
- The Tammys
- Traffic (ban nhạc) (Mỹ)
- Ike & Tina Turner
- The Vapors
- The Ventures
- War (ban nhạc) (Far Out Productions)
- Doc Watson
- Wess
- Dottie West
- Whitesnake
- David Wiffen
- Bobby Womack
- Roy Wood
- Mick Weaver
- Frank Zappa (chỉ cộng tác phần nhạc của 200 Motels)